# SStB – Grünschacher bis Sonnwendstein
Die Dampflokomotiven SStB – Grünschacher bis Sonnwendstein waren die ersten 26 Stütztenderlokomotiven der Südlichen Staatsbahn (SStB) Österreich-Ungarns nach Bauart Engerth.
Da nach dem Semmeringwettbewerb keine der vier Sieger-Lokomotiven dem praktischen Einsatz auf der Semmeringbahn gewachsen war, wurden unter Leitung von Wilhelm von Engerth die Vorzüge der Sieger-Entwürfe zu einer neuen Gebirgslokomotive vereint, deren Bauart später den Namen Engerth-Lokomotive bekam.
Der neue Entwurf sah vor, dass ein Teil des Kesselgewichts vom Tendergestell mitübernommen werden sollte (Stütztenderlokomotive).
Um auch das Adhäsionsgewicht des Tenders zu nutzen, wurden bei vier Lokomotiven zwischen den Achsen des Hauptrahmens und des Tenders Zahnradkupplungen angebracht.
Da sich diese und auch andere, ähnliche Vorrichtungen im Betrieb nicht bewährten, wurden sie ausgebaut.
Die ersten 26 Lokomotiven wurden von Cockerill in Seraing (16 Stück) und von der Maschinenfabrik Esslingen (10 Stück) geliefert.
Die erstgelieferte Cockerill-Maschine erhielt den Namen GRÜNSCHACHER, die erste Kessler-Lok hieß KAPELLEN.
Alle Lokomotiven dieser Reihe kamen 1858 im Zuge der Privatisierung österreichischer Staatsbahnen zur Südbahngesellschaft, die sie als Reihe 19 bezeichnete.
Alle Maschinen dieser Reihe wurden von 1861 bis 1864 in normale vierfach gekuppelte Lokomotiven mit Standardtendern umgebaut (für die entsprechenden technischen Details siehe 19).
Die umgebauten Loks waren bis 1929 im Einsatz.